# 63. Berlini Nemzetközi Filmfesztivál
Az 63. Berlini Nemzetközi Filmfesztivál 2013. február 7. és 17. között került megrendezésre. A fesztivál zsűrielnöke Vóng Ká-vaj volt, a nyitófilm pedig az általa rendezett A nagymester, míg a zárófilm Călin Peter Netzertőé az Anyai szív volt. Utóbbi film nyerte az Arany Medve díjat is.

## Zsűri
Az alábbi emberek voltak a fesztivál zsűrijének tagjai:

### Filmek
- Vóng Ká-vaj, kínai-hongkongi filmkészítő és producer - Zsűrielnök
- Susanne Bier, dán filmkészítő
- Andreas Dresen, német filmkészítő
- Ellen Kuras, amerikai filmkészítő és vezető operatőr
- Shirin Neshat, iráni vizuális művész és filmkészítő
- Tim Robbins,amerikai színész, filmkészítő és producer
- Athina Rachel Tsangari, görög filmkészítő és producer

### Elsőfilmes produkciók
- Oren Moverman, izraeli filmkészítő és producer
- Taika Waititi, új-zélandi színész és filmkészítő
- Lucy Walker, brit filmkészítő

### Rövidfilmek
- Javier Fesser, spanyol filmkészítő
- Hyung-sook Hong, dél-koreai filmkészítő
- Susanne Pfeffer, német művészettörténész és kurátor

## Versenyben lévő filmek
Az alábbi filmek voltak versenyben az Arany Medve- és az Ezüst Medve-díjakért:
| Magyar cím                       | Eredeti cím                               | Rendező                        | Ország                                            |
| -------------------------------- | ----------------------------------------- | ------------------------------ | ------------------------------------------------- |
| Dolgaya schastlivaya zhizn       | Долгая счастливая жизнь                   | Boris Khlebnikov               | Oroszország                                       |
| Epizód egy vasgyűjtő életéből    | Epizoda u životu berača željeza           | Danis Tanović                  | Bosznia-Hercegovina, Franciaország, Szlovénia     |
| Camille Claudel 1915             | Camille Claudel 1915                      | Bruno Dumont                   | Franciaország                                     |
| Anyai szív                       | Poziția Copilului                         | Călin Peter Netzer             | Románia                                           |
| Pardeh                           | Pardeh                                    | Jafar Panahi, Kambuzia Partovi | Irán                                              |
| Gloria                           | Gloria                                    | Sebastián Lelio                | Chile, Spanyolország                              |
| Gold                             | Gold                                      | Thomas Arslan                  | Németország                                       |
| Harmónialeckék                   | Асланның сабақтары                        | Emir Baigazin                  | Kazahsztán, Németország                           |
| Az Ő nevében                     | W imię...                                 | Małgorzata Szumowska           | Lengyelország                                     |
| Layla Fourie                     | Layla Fourie                              | Pia Marais                     | Németország, Dél-Afrika, Franciaország, Hollandia |
| Nugu-ui ttal-do anin Hae-won     | 누구의 딸도 아닌 해원                     | Hong Sang-soo                  | Dél-Korea                                         |
| Bettie-mobil                     | Elle s'en va                              | Emmanuelle Bercot              | Franciaország                                     |
| A remény paradicsoma             | Paradies: Hoffnung                        | Ulrich Seidl                   | Ausztria, Franciaország, Németország              |
| Prince Avalanche - Texas hercege | Prince Avalanche                          | David Gordon Green             | Amerikai Egyesült Államok                         |
| Ígéret földje                    | Promised Land                             | Gus Van Sant                   | Amerikai Egyesült Államok                         |
| Halálos szerelem                 | The Necessary Death of Charlie Countryman | Fredrik Bond                   | Amerikai Egyesült Államok, Románia                |
| Az apáca                         | La Religieuse                             | Guillaume Nicloux              | Franciaország, Németország, Belgium               |
| Mellékhatások                    | Side Effects                              | Steven Soderbergh              | Amerikai Egyesült Államok                         |
| Vic + Flo ont vu un ours         | Vic + Flo ont vu un ours                  | Denis Côté                     | Kanada                                            |

### Versenyen kívül
A fesztiválon az alábbi filmeket vetítették versenyen kívül:
| Magyar cím               | Eredeti cím           | Rendező                     | Ország                                 |
| ------------------------ | --------------------- | --------------------------- | -------------------------------------- |
| Mielőtt éjfélt üt az óra | Before Midnight       | Richard Linklater           | Amerikai Egyesült Államok, Görögország |
| Croodék                  | The Croods            | Chris Sanders, Kirk DeMicco | Amerikai Egyesült Államok              |
| Dark Blood               | Dark Blood            | George Sluizer              | Hollandia                              |
| A nagymester (nyitófilm) | 一代宗師              | Vóng Ká-vaj                 | Hongkong, Kína                         |
| Éjféli gyors Lisszabonba | Night Train to Lisbon | Bille August                | Németország, Svájc, Portugália         |

### Panorama
Az alábbi filmeket vetítették a fesztivál Panorama szekciójában:
| Magyar cím                        | Eredeti cím                       | Rendező                                | Ország                                  |
| --------------------------------- | --------------------------------- | -------------------------------------- | --------------------------------------- |
| Az ölés aktusa                    | Jagal                             | Joshua Oppenheimer                     | Dánia, Egyesült Királyság, Norvégia     |
| Chemi Sabnis Naketsi              | Chemi Sabnis Naketsi              | Zaza Rusadze                           | Grúzia                                  |
| The Attacks of 26/11              | The Attacks of 26/11              | Ram Gopal Varma                        | India                                   |
| Dwitdamhwa, gamdokyi micheotseoyo | Dwitdamhwa, gamdokyi micheotseoyo | E J-yong                               | Dél-Korea                               |
| Deshora                           | Deshora                           | Barbara Sarasola-Day                   | Argentína, Kolumbia, Norvégia           |
| Alabama és Monroe                 | Alabama Monroe                    | Felix van Groeningen                   | Belgium                                 |
| Don Jon                           | Don Jon's Addiction               | Joseph Gordon-Levitt                   | Amerikai Egyesült Államok               |
| Kashi-ggot                        | Kashi-ggot                        | Lee Don-ku                             | Dél-Korea                               |
| Frances Ha                        | Frances Ha                        | Noah Baumbach                          | Amerikai Egyesült Államok               |
| Habi, la extranjera               | Habi, la extranjera               | Maria Florencia Alvarez                | Argentína, Brazília                     |
| Életem nagy hibái                 | Kai Po Che!                       | Abhishek Kapoor                        | India                                   |
| Inch'Allah                        | Inch'Allah                        | Anaïs Barbeau-Lavalette                | Kanada                                  |
| Lovelace                          | Lovelace                          | Rob Epstein, Jeffrey Friedman          | Amerikai Egyesült Államok               |
| Rock Ba-Casba                     | רוק בקסבה                         | Yariv Horowitz                         | Izrael                                  |
| Meine Schwestern                  | Meine Schwestern                  | Lars Kraume                            | Németország                             |
| Tanta Agua                        | Tanta Agua                        | Ana Guevara Pose, Leticia Jorge Romero | Uruguay, Mexikó, Hollandia, Németország |
| La Piscina                        | La Piscina                        | Carlos Machado Quintela                | Kuba, Venezuela                         |
| Baek Ya                           | Baek Ya                           | Hee-il LeeSong                         | Dél-Korea                               |

### Forum
Az alábbi filmeket vetítették a fesztivál Forum szekciójában:
| Magyar cím                              | Eredeti cím                             | Rendező                                  | Ország                                                       |
| --------------------------------------- | --------------------------------------- | ---------------------------------------- | ------------------------------------------------------------ |
| Die 727 Tage ohne Karamo                | Die 727 Tage ohne Karamo                | Anja Salomonowitz                        | Ausztria                                                     |
| Egyetlen lövés                          | A Single Shot                           | David M. Rosenthal                       | Amerikai Egyesült Államok, Egyesült Királyság, Kanada        |
| A batalha de Tabatô                     | A batalha de Tabatô                     | João Viana                               | Bissau-Guinea, Portugália                                    |
| Fahtum pandinsoong                      | Fahtum pandinsoong                      | Nontawat Numbenchapol                    | Thaiföld, Kambodzsa, Franciaország                           |
| Templom a dombon                        | Krugovi                                 | Srdan Golubović                          | Szerbia, Németország, Horvátország, Szlovénia, Franciaország |
| Al-khoroug lel-nahar                    | Al-khoroug lel-nahar                    | Hala Lotfy                               | Egyiptom, Egyesült Arab Emírségek                            |
| Cheongchun-eui sipjaro                  | Cheongchun-eui sipjaro                  | Ahn Jong-hwa                             | Korea                                                        |
| Computer Chess                          | Computer Chess                          | Andrew Bujalski                          | Amerikai Egyesült Államok                                    |
| I kori                                  | Η Κόρη                                  | Thanos Anastopoulos                      | Görögország, Olaszország                                     |
| Echolot                                 | Echolot                                 | Athanasios Karanikolas                   | Németország                                                  |
| Elelwani                                | Elelwani                                | Ntshavheni Wa Luruli                     | Dél-Afrika                                                   |
| Konyaku yubiwa                          | Konyaku yubiwa                          | Keisuke Kinoshita                        | Japán                                                        |
| I aionia epistrofi tou Antoni Paraskeva | Η αιώνια επιστροφή του Αντώνη Παρασκευά | Elina Psykou                             | Görögország                                                  |
| Halbschatten                            | Halbschatten                            | Nicolas Wackerbarth                      | Németország, Franciaország                                   |
| Fynbos                                  | Fynbos                                  | Harry Patramanis                         | Dél-Afrika, Görögország                                      |
| Hélio Oiticica                          | Hélio Oiticica                          | Cesar Oiticica Filho                     | Brazília                                                     |
| Je ne suis pas mort                     | Je ne suis pas mort                     | Mehdi Ben Attia                          | Franciaország                                                |
| Az ártatlanság virágai                  | გრძელი ნათელი დღეები                    | Nana Ekvtimishvili, Simon Groß           | Grúzia                                                       |
| I Used to Be Darker                     | I Used to Be Darker                     | Matt Porterfield                         | Amerikai Egyesült Államok                                    |
| Kanko no machi                          | Kanko no machi                          | Keisuke Kinoshita                        | Japán                                                        |
| La Paz                                  | La Paz                                  | Santiago Loza                            | Argentína                                                    |
| Das merkwürdige Kätzchen                | Das merkwürdige Kätzchen                | Ramon Zürcher                            | Németország                                                  |
| Kujira no machi                         | Kujira no machi                         | Keiko Tsuruoka                           | Japán                                                        |
| Kya hua is shahar ko?                   | Kya hua is shahar ko?                   | Deepa Dhanraj                            | India                                                        |
| Menekülőben                             | Lamma shoftak                           | Annemarie Jacir                          | Palesztina, Jordánia, Egyesült Arab Emírségek, Görögország   |
| La plaga                                | La plaga                                | Neus Ballús                              | Spanyolország                                                |
| Le cousin Jules                         | Le cousin Jules                         | Dominique Benicheti                      | Franciaország                                                |
| Le météore                              | Le météore                              | François Delisle                         | Kanada                                                       |
| Matar extraños                          | Matar extraños                          | Jacob Secher Schulsinger, Nicolás Pereda | Mexikó, Dánia                                                |
| Materia oscura                          | Materia oscura                          | Massimo D'Anolfi, Martina Parenti        | Olaszország                                                  |
| ...Moddhikhane Char                     | ...Moddhikhane Char                     | Sourav Sarangi                           | India, Japán, Olaszország, Dánia, Norvégia                   |
| Wang le qu dong ni                      | Wang le qu dong ni                      | Quan Ling                                | Kína                                                         |
| Obrana i zastita                        | Obrana i zastita                        | Bobo Jelcic                              | Horvátország, Bosznia-Hercegovina                            |
| Onna                                    | Onna                                    | Keisuke Kinoshita                        | Japán                                                        |
| Portrait of Jason                       | Portrait of Jason                       | Shirley Clarke                           | Amerikai Egyesült Államok                                    |
| Áramvonal                               | Katiyabaaz                              | Fahad Mustafa, Deepti Kakkar             | India                                                        |
| Sakura namiki no mankai no shita ni     | Sakura namiki no mankai no shita ni     | Atsushi Funahashi                        | Japán                                                        |
| Senzo ni naru                           | Senzo ni naru                           | Kaoru Ikeya                              | Japán                                                        |
| Shirley: A látomás valóságai            | Shirley: Visions of Reality             | Gustav Deutsch                           | Ausztria                                                     |
| Shito no densetsu                       | Shito no densetsu                       | Keisuke Kinoshita                        | Japán                                                        |
| Sieniawka' '                            | Sieniawka' '                            | Marcin Malaszczak                        | Németország, Hollandia                                       |
| Stemple Pass                            | Stemple Pass                            | James Benning                            | Amerikai Egyesült Államok                                    |
| Sto lyko                                | Sto lyko                                | Christina Koutsospyrou, Aran Hughes      | Görögország, Franciaország                                   |
| Terra de ninguém                        | Terra de ninguém                        | Salomé Lamas                             | Portugália                                                   |
| The Weight of Elephants                 | The Weight of Elephants                 | Daniel Joseph Borgman                    | Új-Zéland, Dánia, Dvédország                                 |
| Tian mi mi                              | Tian mi mi                              | Hsu Chao-jen                             | Tajvan                                                       |
| Vaters Garten – Die Liebe meiner Eltern | Vaters Garten – Die Liebe meiner Eltern | Peter Liechti                            | Svájc                                                        |
| Viola                                   | Viola                                   | Matías Piñeiro                           | Argentína                                                    |
| Yuyake gumo                             | Yuyake gumo                             | Keisuke Kinoshita                        | Japán                                                        |
| Za Marksa...                            | Za Marksa...                            | Svetlana Baskova                         | Oroszország                                                  |

## Győztesek
- Arany Medve: Anyai szív (Călin Peter Netzer)
- Zsűri Nagydíja: Epizód egy vasgyűjtő életéből (Danis Tanović)
- Alfred Bauer-díj: Vic + Flo ont vu un ours (Denis Côté)
- Ezüst Medve díj a legjobb rendezőnek: David Gordon Green (Prince Avalanche - Texas hercege)
- Ezüst Medve díj a legjobb színésznőnek: Paulina García (Gloria)
- Ezüst Medve díj a legjobb színésznek: Nazif Mujić (Epizód egy vasgyűjtő életéből)
- Ezüst Medve díj a legjobb forgatókönyvnek: Jafar Panahi (Pardeh)
- Ezüst Medve díj a kiemelkedő művészi teljesítményért: (Harmónialeckék)
- Tiszteletbeli említések:
  - Ígéret földje (Gus Van Sant)
  - Layla Fourie (Pia Marais)
- Ökumenikus Zsűri díja
  - Panorama: Az ölés aktusa (Joshua Oppenheimer)
  - Forum: Templom a dombon (Srdan Golubović)
- FIPRESCI-díj
  - Hélio Oiticica (Cesar Oiticica Filho)
- Panorama Publikumspreis, a Közönség-díj
  - Az ölés aktusa (Joshua Oppenheimer)
  - NETPAC-díj a legjobb ázsiai filmnek: Menekülőben (Annemarie JacirÖ
- C.I.C.A.E. zsűridíj: Az ártatlanság virágai (Nana Ekvtimishvili, Simon Groß)

## Fordítás
- Ez a szócikk részben vagy egészben  a(z)   63rd Berlin International Film Festival című angol Wikipédia-szócikk fordításán alapul.  Az eredeti cikk szerkesztőit annak laptörténete sorolja fel. Ez a jelzés csupán a megfogalmazás eredetét és a szerzői jogokat jelzi, nem szolgál a cikkben szereplő információk forrásmegjelöléseként.